# Eucera atricornis
Eucera atricornis är en biart som beskrevs av Fabricius 1793. Eucera atricornis ingår i släktet långhornsbin, och familjen långtungebin. Inga underarter finns listade i Catalogue of Life.